# Srpska radikalna stranka
Srpska radikalna stranka (SRS) je neofašistička, ekstremno nacionalistička i socijalno konzervativna politička stranka u Srbiji.

## Politički program
SRS se kao nacionalistička stranka zalaže za stvaranje srpske države koja bi sadržavala teritorije šire od današnje Srbije, odnosno velikosrpski projekt koji bi uključivao teritorije današnje Crne Gore, Makedonije, Bosne i Hercegovine i dijelova Hrvatske istočno od tzv. crte Karlobag-Ogulin-Karlovac-Virovitica. Međutim, za razliku od 1990-ih - kada je vodstvo SRS ujedno predstavljalo vodstvo četničkog oružanog pokreta - SRS danas inzistira na tome da se ti ciljevi mogu postići isključivo političkim, odnosno mirnim putem: očito je, pritom, da bi susjedne države koje bi svoje teritorije morale "darovati" Velikoj Srbiji, na takav projekt mogle pristati teku ako bi bile u potpunosti destabilizirane. Usprkos tog današnjeg "mirnog" pristupa, u dijelu srpske javnosti i u javnosti susjednih država SRS se smatra ekstremističkom strankom čiji bi eventualni dolazak na vlast povećao mogućnost novih oružanih sukoba na prostoru bivše Jugoslavije. Zbog toga je SRS, iako najveća politička stranka u Srbiji, u opoziciji, odnosno sve druge vodeće političke stranke nastoje ne koalirati s njom na nacionalnoj razini.
S druge strane, SRS od odlaska u opoziciju kao glavni element svog programa sve manje ističe zahtjeve za promjenom srpskih granica, a sve više socijalna pitanja, odnosno populističku kritiku vladajućih stranaka tzv. demokratskog bloka koje optužuje za korupciju i nesposobnost. 

## Povijest
Stranka je nastala iz inicijativnog odbora za osnivanje Srpskog slobodarskog pokreta, formiranog od grupe srpskih nacionalista i antikomunista 6. siječnja 1990. Osnivački kongres pokreta je održan 23. siječnja 1990. Toj organizaciji se 14. ožujka 1990. pridružila grupa disidenata iz stranke Srpska narodna obnova, pa je osnovana nova stranka po imenu Srpski pokret obnove (SPO) na čelu s Vukom Draškovićem.
Neslaganje između Draškovića i Vojislava Šešelja je dovelo do toga da se potonji odvoji iz SPO i osnuje vlastitu stranku Srpski četnički pokret. Dana 23. veljače 1991. godine, u Kragujevcu, SČP se ujedinio s jednom frakcijom Narodne radikalne stranke koje je predvodio Tomislav Nikolić, te je osnovana nova stranka pod imenom Srpska radikalna stranka. SRS je usvojila program stvaranja Velike Srbije. Njeni članovi su igrali važnu ulogu prilikom pokolja u Borovom Selu, događaja koji je imao važnu ulogu u eskalaciji rata u Hrvatskoj, a kasnije tijekom raspada Jugoslavije su se borili u srpskim paravojnim formacijama u ratu u Hrvatskoj, odnosno ratu u Bosni i Hercegovini. U to vrijeme otvara Srpska radikalna stranka mnoštvo svojih organizacija na područjima Hrvatske i BiH pod kontrolom srpskih snaga, zauzimajući se za program Velike Srbije i za etničko čišćenje stanovništva u svrhu etničke homogenizacije te državne tvorevine.
Početkom lipnja 1991. Šešelj je u razgovoru za kninske Srpske novine govori kako je cilj radikala uspostava srpske države na Balkanu, koja će obuhvatiti "celokupno srpstvo, sve srpske zemlje". Također u tom intervjuu izjavljuje uvjete koje on smatra prihvatljivim za dogovor sa Zagrebom: "Uslov je da prihvate da granice Hrvatske budu Karlobag-Ogulin-Karlovac-Virovitica, i tek onda da se dogovaramo o izmeni stanovništva. Svi Srbi koji žive u Zagrebu, Rijeci, Istri, u Sloveniji, da se presele u Srbiju, a Hrvati koji žive u Srbiji da se presele u Hrvatsku, i da definitivno to pitanje razrešimo."

### 1992. – 1993.
Svibnja 1992. godine, SRS se pojavljuje na prvim izborima za Saveznu skupštinu Savezne Republike Jugoslavije i osvaja drugo mjesto. A prosinca iste godine, na izvanrednim izborima za Narodnu skupštinu Republike Srbije, radikali osvajaju 101 zastupničko mjesto. U periodu veljača-rujan 1993. godine, SRS je podržavala manjinsku Vladu Srbije Miloševićevog SPS-a. No, rujna te godine dolazi do prekida suradnje između Miloševića i Šešelja. Tako dolazi do novih izvanrednih izbora za srpski parlament, na kojima SRS osvaja nešto više od 30 zastupničkih mjesta i prelazi u oporbu.
Godine 1993. Srpska radikalna stranka ima u Republici Srpskoj na teritoriju BiH čak 70.000 članova.
U vrijeme kada 1995. godine nakon Operacije Bljesak dolaze na područje oko Banje Luke i Prijedora etnički Srbi izbjegli iz zapadne Slavonije, Radikalna stranka tiska i raspačava letak u kojem tim Srbima iz zapadne Slavonije poručuje:
| » | ...U srpskim gradovima u Republici Srpskoj, uključujući i Banjaluku živi hiljade Hrvata i Muslimana koji intimno uživaju u vašoj sudbini. Budite dostojanstveni, smeli i hrabri. Isterajte ih iz njihovih stanova na način koji je mnogo humaniji od načina na koji su njihova braća odredila vašu sudbinu. Dozvolite im da napuste stanove i kući živi pređu preko mosta kod Gradiške. I to odmah, bez odlaganja. Kolona Hrvata i Muslimana od Banjaluke prema granicama ustaške Hrvatske biće dokaz da se moralno nismo predali, da svoju sudbinu uzimamo u svoje ruke. Svi patrioti Banje Luke su uz vas. Kukavice i izdajnici neće imati snage da se suprostave takvom rešenju... | « |
|   | |   |

### 1996. – 1997.
U periodu 1996. – 1997., Srpska radikalna stranka bilježi uspjehe na izborima koji su u to doba održavani - u studenom 1996. SRS dolazi na vlast u općini Zemun, a u listopadu 1997. godine Vojislav Šešelj ulazi u drugi krug izbora za predsjednika Srbije s Miloševićevim kandidatom Zoranom Lilićem. Iako je osvojio više glasova, Šešelj nije uspio postati predsjednik Srbije jer mu nije priznata pobjeda zbog nedovoljnog odziva birača. 21. prosinca iste godine, na ponovno organiziranim izborima, Šešelj u drugom krugu gubi od novog Miloševićevog kandidata, Milana Milutinovića.

### 1998. – 1999.
Ožujka 1998. godine, SRS ulazi u koalicijsku vlast s Miloševićevim SPS-om i Jugoslovenskom levicom, formirajući s njima novu Vladu Srbije. Ta Vlada donijela je vrlo oštar zakon o informiranju, koji je kažnjavao sve novinare koji su pisali protiv Miloševićeva režima.
U lipnju 1999. godine, nakon što je prestalo NATO bombardiranje Srbije i uslijedilo povlačenje srpskih snaga s Kosova, SRS izlazi iz srpske Vlade, ne slažući se s povlačenjem srpskih snaga. No, vrlo brzo su tu odluku promijenili i vratili se u Vladu, zbog "nacionalnih razloga".

### 2000.
U rujnu 2000. godine, SRS bilježi izuzetno loš rezultat na izborima za Skupštinu SR Jugoslavije, predsjednika SR Jugoslavije, i lokalnu vlast Srbije. A 23. prosinca iste godine, radikali bilježe još jedan težak neuspjeh - osvajaju svega 23 zastupnička mjesta na izvanrednim izborima za Skupštinu Srbije. U narednom periodu, SRS je bila oporba koaliciji Demokratska opozicija Srbije (DOS), koja je osvojila apsolutnu vlast u Srbiji.

### 2003. – 2004.
Nakon dobrovoljna Šešeljeva odlaska u Haaški tribunal, 24. veljače 2003. godine, SRS je u Srbiji predvodio Tomislav Nikolić. U narednim mjesecima, radikali su sudjelovali u rušenju DOS-ove Vlade Srbije (kojoj je premijer bio Zoran Živković). 16. studenog, Tomislav Nikolić na izborima za predsjednika Srbije osvaja prvo mjesto ali mu pobjeda nije priznata zbog nedovoljnog broja izašlih birača.
Dana 28. prosinca, na izvanrednim izborima za srpski parlament, SRS osvaja više od milijun glasova što joj donosi prvo mjesto s 82 zastupnička mjesta. No, ostali su i dalje u oporbi jer je novu srpsku Vladu formirala koalicija Demokratska stranka Srbije-G 17+-Srpski pokret obnove-Nova Srbija na čelu s Vojislavom Koštunicom (ožujak 2004.).
Dana 13. lipnja 2004. godine, Tomislav Nikolić ulazi u drugi krug izbora za predsjednika Srbije s liderom Demokratske stranke, Borisom Tadićem. Iako je u prvome krugu osvojio više glasova, Nikolić u drugom krugu (27. lipnja) gubi od Tadića.

### 2007.
Na sljedećim izvanrednim izborima za Skupštinu Srbije, 21. siječnja 2007. godine, SRS ponovno osvaja prvo mjesto (81 zastupničko mjesto). 8. svibnja te godine, Tomislav Nikolić postaje predsjednik Skupštine Srbije (uz pomoć glasova DSS i SPS). No, pošto su 11. svibnja DS, DSS, i G 17 plus postigli dogovor o formiranju nove Vlade Srbije, zatražena je smjena Nikolića. On je 13. svibnja podnio ostavku, pa je SRS ostala i dalje u oporbi.

### 2008.
Dana 20. siječnja 2008. održava se prvi krug izbora za predsjednika Srbije. SRS je po drugi put kandidirala Nikolića, koji osvaja 40% glasova i ponovo u drugi krug ulazi s Borisom Tadićem. U naredna dva tjedna, kampanja je bila izuzetno oštra s obje strane. Na kraju je Tadić uspio pobijediti, ali vrlo tijesnim rezultatom - 50,3%:49,7%.
Dana 11. svibnja iste godine, na novim, izvanrednim, izborima za Skupštinu Srbije SRS osvaja drugo mjesto sa 78 zastupničkih mjesta. No, Šešeljeva stranka i po treći put ostaje u oporbi jer je novu srpsku Vladu formirala Demokratska stranka sa SPS-om.

### Rascjep
Krajem kolovoza i početkom rujna iste godine (2008), Skupština Srbije trebala je ratificirati Sporazum o stabilizaciji i pridruživanju Srbije sa Europskom unijom. Tomislav Nikolić je najavio da će SRS, pošto je srpska Vlada prihvatila amandman SRS na tekst prijedloga Sporazuma kojim se garantira da je Kosovo dio Srbije, glasovati za ratificiranje SSP. No, Centralna domovinska uprava SRS, poslije Šešeljeva naloga, odlučuje se usprotiviti tome. Zbog toga, 5. rujna, Tomislav Nikolić podnosi ostavku na dužnost zamjenika predsjednika Srpske radikalne stranke i šefa zastupničke skupine radikala u Skupštini Srbije. Uskoro je Nikolić osnovao zasebnu zastupničku skupinu u parlamentu, kojoj je dao ime "Napred Srbijo". Zbog toga, 12. rujna, Nikolića Centralna domovinska uprava isključuje iz stranke (zajedno s desetak funkcionara koji su prešli na njegovu stranu). U listopadu je Nikolić, zajedno s Aleksandrom Vučićem (bivšim generalnim tajnikom SRS), osnovao novu stranku.
Poslije odlaska Nikolića, SRS ponovno bilježi pad popularnosti.

### 2012.
Taj pad popularnosti najbolje se pokazao na redovitim općim izborima 6. svibnja 2012. godine. Srpska radikalna stranka, prvi put od svog osnutka, nije uspjela ući u parlament (tek nešto više od 4% glasova), dok ni na predsjedničkim izborima njen kandidat, Šešeljeva supruga Jadranka Šešelj, nije uspjela dobiti više od pet posto glasova. Ovi loši rezultati uzrokovali su odlaskom nekoliko tadašnjih visokih dužnosnika iz stranke, kao što je Aleksandar Martinović, koji je važio za vodećeg mlađeg dužnosnika SRS.
Danas je SRS zastupljena samo u Skupštini AP Vojvodine i na lokalnom nivou.

### 2014.
Na parlamentarnim izborima SRS je osvojila najlošiji ikad zabilježen svoj rezultat - za nju je glasovalo svega 2,01 posto birača. Na temelju takvog rezultata, partija nije osvojila niti jedno mjesto u parlamentu

### 2016.
Nakon slavodobitnog povratka Vojislava Šešelja - predsjednika i osnivača partije iz pritvora u Međunarodnog suda za ratne zločine počinjene na području bivše Jugoslavije u Haagu -, SRS vraća dio popularnosti, te na parlamentarnim izborima 2016. osvaja 8,10 posto glasova i 22 od ukupno 250 poslaničkih mjesta u Narodnoj skupštini Republike Srbije. Aktualni predsjednik Republike Srbije Tomislav Nikolić i predsjednica Narodne skupštine Republike Srbije Maja Gojković bili su među osnivačima SRS; predsjednik Vlade Republike Srbije Aleksandar Vučić je toj stranci bio pristupio 1993. godine. Sve troje su bili pripadnici najužeg vodstva SRS sve do 2012. godine, te se nikad nisu odrekli ni njene tradicije, ni njene ideologije - koje su najuže povezane s velikosrpstvom.

## Organizacija
Najznačajniji organ Srpske radikalne stranke je Otadžbinski Kongres, koji se održava redovno svake četiri godine. Delegati Kongresa biraju predsjednika, zamjenika predsjednika, kao i ostale članove Centralne otadžbinske uprave. Kongres odlučuje o Programu i Statutu Srpske radikalne stranke i definira djelovanje Srpske radikalne stranke u narednom periodu.
Centralna otadžbinska uprava, koju sačinjava 101 član izabran od strane Kongresa, donosi najvažnije odluke u oblasti organizacije i funkcioniranja Stranke.
Predsjednik Centralne otadžbinske uprave (Središnja domovinska uprava) je dr. Vojislav Šešelj, zamjenik predsjednika je Dragan Todorović, a potpredsjednici su Gordana Pop-Lazić, Milorad Mirčić i Aleksandar Martinović.
Generalno tajništvo na svom čelu ima generalnog tajnika, izabranog od strane Centralne otadžbinske uprave, koji imenuje dva zamejnika i osam članova generalnog tajništva. Generalni tajnik Srpske radikalne stranke je Elena Božić-Talijan.
Izvršni odbor Srpske radikalne stranke je organ teritorijalne organizacije Stranke.

## Podružnice i sestrinske stranke u drugim državama
- Bosna i Hercegovina (Republika Srpska)
  - Srpska radikalna stranka Republike Srpske, podružnica SRS iz Srbije u razdoblju od 1992. do 2004. godine, kada dolazi do prekida odnosa s beogradskom centalom SRS, nakon što su se Milanko Mihaljica i Nikola Poplašen ideološki distancirali od Vojislava Šešelja
  - Srpska radikalna stranka dr Vojislav Šešelj,[7] nastala izdvajanjem članstva iz SRS RS 2004. godine na čelu s Mirkom Blagojevićem, zbog nezadovoljstva distanciranjem od Vojislava Šešelja. 2013. godine dolazi do sukoba u stranci, a 2014. izdvajanjem dijela članstva nastaje nova politička stranka.
  - Srpska radikalna stranka,[8] osnovana 2014. godine na čelu s Draganom Đurđevićem, na izborima iste godine izborila jedan mandat u Narodnoj skupštini Republike Srpske.
- Crna Gora
  - Srpska radikalna stranka[9]
  - Stranka srpskih radikala[9]
- Hrvatska
  - Srpska radikalna stranka Republike Srpske Krajine, koja je nakon Erdutskog sporazuma i dolaska istočne Slavonije pod hrvatsku vlast promijenila ime u Partija podunavskih Srba.
- Makedonija
  - Radikalna partija Srba u Makedoniji

## Značajniji dužnosnici
U ovaj odlomak ulaze članovi SRS koji su u Srbiji, Saveznoj Republici Jugoslaviji te u Državnoj zajednici Srbija i Crna Gora obnašali značajnije dužnosti kao što su ministarske, (pot)predsjedničke (Vlade, Skupštine) i sl.
- Tomislav Nikolić, bivši zamjenik predsjednika radikala (do 12. rujna 2008.)
- Aleksandar Vučić, bivši generalni tajnik radikala (do 15. rujna 2008.)
- Dragan Todorović, potpredsjednik Centralne otadžbinske uprave koji po nalogu Šešelja vodi stranku u zemlji
- Vojislav Šešelj, četnički vojvoda i osuđeni ratni zločinac; od 2016. narodni poslanik stranke u Narodnoj skupštini u Srbiji
- Nataša Jovanović, potpredsjednica Skupštine Srbije
- Vjerica Radeta, zastupnik u Skupštini Srbije
- Gordana Pop-Lazić, zastupnik u Skupštini Srbije i bivša predsjednica opštine Zemun
- Zoran Krasić, zastupnik u Skupštini Srbije i šef tima za obranu Šešelja pred Haaškim tribunalom

## Vanjske poveznice
- Službena stranica  Arhivirana inačica izvorne stranice od 20. siječnja 2007. (Wayback Machine)
- Srpska radikalna stranka u Republici Srpskoj Krajini, 1992.-1995. (s naglaskom na Slavoniju i Baranju), Nikica Barić, "Scrinia Slavonica", Vol.10 No.1 Rujan 2010.